# Carlo della Palma
Carlo della Palma (Nola, 1614 – Pozzuoli, 22 gennaio 1682) è stato un vescovo cattolico italiano.

## Biografia
Carlo della Palma nacque a Nola nel 1614, fu prescelto come vescovo di Pozzuoli il 2 aprile 1675 dal re Carlo II di Spagna e confermato per tale sede il 27 maggio seguente da papa Clemente X. Ricevette la consacrazione episcopale il 3 giugno dello stesso anno. Dal febbraio al giugno 1676 effettuò la visita pastorale della diocesi e il 13 giugno 1677 celebrò il sinodo diocesano. Morì il 22 gennaio 1682 e venne sepolto in cattedrale.

## Genealogia episcopale
La genealogia episcopale è:
- Cardinale Tolomeo Gallio
- Vescovo Cesare Speciano
- Patriarca Andrés Pacheco
- Cardinale Agostino Spinola
- Cardinale Giulio Cesare Sacchetti
- Cardinale Ciriaco Rocci
- Cardinale Carlo Carafa della Spina, C.R.
- Vescovo Carlo della Palma